# Vomitory
A Vomitory egy svéd death metal együttes, mely 1989-ben alakult. Igazi aktív ténykedésüket 1995-től számíthatjuk, addig demókat készítettek olyan zenekarok hatására, mint a Slayer, a Sodom, a Napalm Death, vagy a Venom. Eddig 7 nagylemezt adtak ki, melyeken svéd hangzásvilágú, brutális death metal hallható. Az összes album a Metal Blade kiadó égisze alatt jött ki.

## Tagok

### Jelenlegi tagok
- Erik Rundqvist - basszusgitár, ének
- Tobias Gustafsson - dob
- Peter Östlund - gitár
- Urban Gustafsson - gitár

### Korábbi tagok
- Ulf Dalegren - gitár (1991–2005)
- Jussi Linna - ének (1996–1999)
- Thomas Bergqvist - basszusgitár (1993–1996)
- Bengt Sund - basszusgitár (1990–1993)
- Ronnie Olson - ének, basszusgitár (1989–1996)

## Diszkográfia
Albumok
- Raped in Their Own Blood (CD, Metal Blade, 1996)
- Redemption (CD, Metal Blade, 1999)
- Revelation Nausea (CD, Metal Blade, 2000)
- Blood Rapture (CD, Metal Blade, 2002)
- Primal Massacre (CD, Metal Blade, 2004)
- Terrorize Brutalize Sodomize (CD, Metal Blade, 2007)
- Carnage Euphoria (CD, Metal Blade, 2009)
- Opus Mortis VIII (CD, Metal Blade, 2011)[1]

Demók
- Vomitory Demo (1992)
- Promo (1993)
- Moribund 7" (1993)
- Through Sepulchral Shadows (1994)
- Anniversary Picture Disc (1999)